# Ribécourt-Dreslincourt
Ribécourt-Dreslincourt ist eine französische Gemeinde mit 3809 Einwohnern (Stand: 1. Januar 2022) im Département Oise in der Region Hauts-de-France. Sie gehört zum Arrondissement Compiègne und zum Kanton Thourotte.

## Geographie
Die Gemeinde Ribécourt-Dreslincourt liegt am Fluss Oise und dem parallel verlaufenden Oise-Seitenkanal, zwölf Kilometer nordöstlich von Compiègne. Umgeben wird Ribécourt-Dreslincourt von den Nachbargemeinden Cannectancourt im Nordwesten und Norden, Ville im Norden, Chiry-Ourscamp im Nordosten, Pimprez im Osten, Montmacq im Süden, Cambronne-lès-Ribécourt im Südwesten sowie Machemont im Südwesten und Westen. Durch die Gemeinde führt die frühere Route nationale 32.

## Geschichte
1914 kam der Vormarsch der deutschen Armee auf Paris bei Ribécourt-Dreslincourt zum Stocken. Am 9. September verfestigte sich dort die Front.

### Bevölkerungsentwicklung
| Jahr                       | 1962 | 1968 | 1975 | 1982 | 1990 | 1999 | 2006 | 2012 | 2021 |
| Einwohner                  | 2158 | 2208 | 3771 | 3466 | 3706 | 3952 | 3928 | 3900 | 3746 |
| Quellen: Cassini und INSEE |      |      |      |      |      |      |      |      |      |

## Sehenswürdigkeiten
- Kirche Saint-Rémi in Ribécourt
- Kirche Saint-Eloi in Dreslincourt
- Schloss aus dem 17. Jahrhundert
- Höhle der fünf Säulen (Grotte de la Cinq Piliers)
- Totenmahnmal in Ribécourt

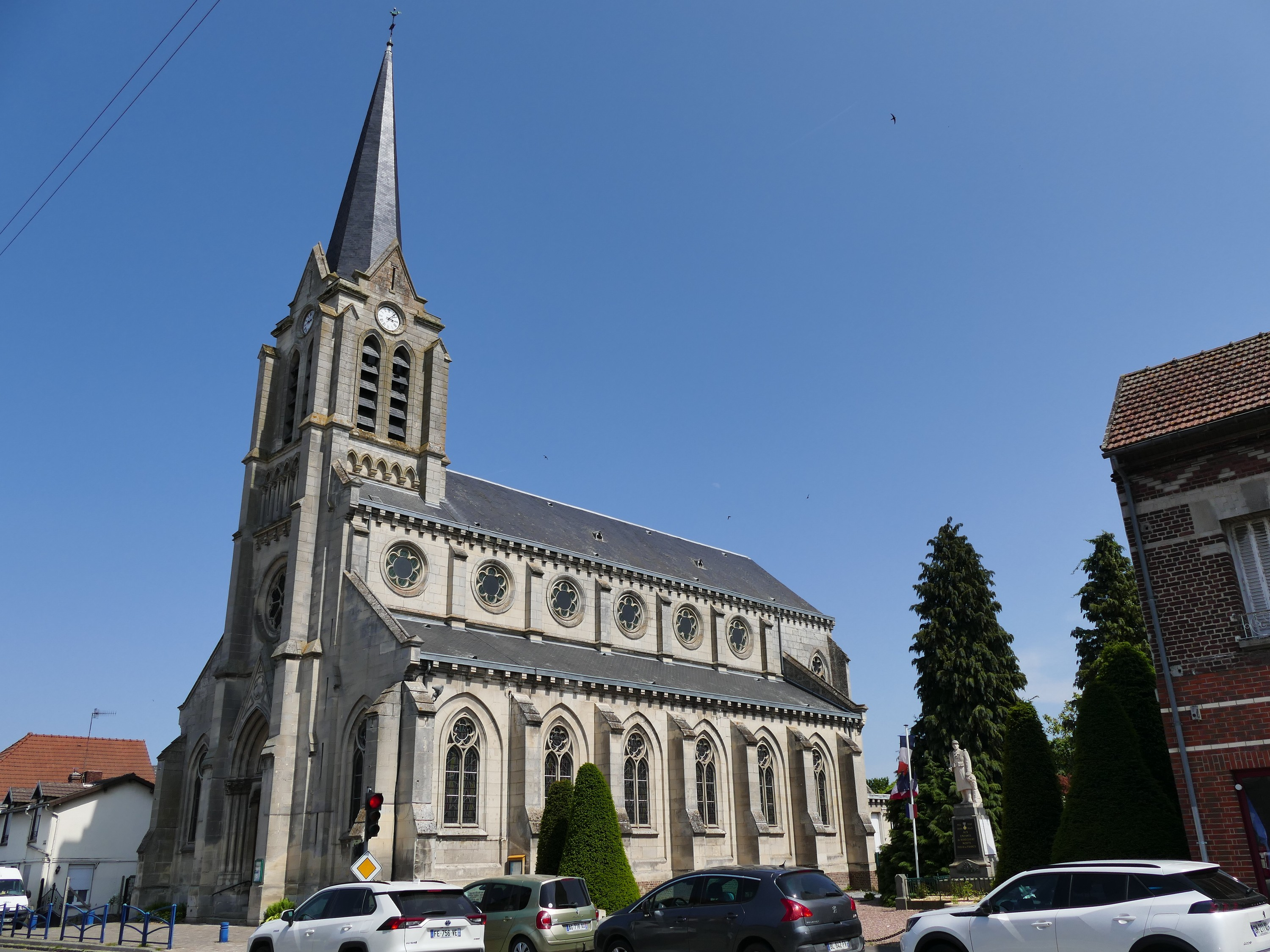
Kirche Saint-Rémi
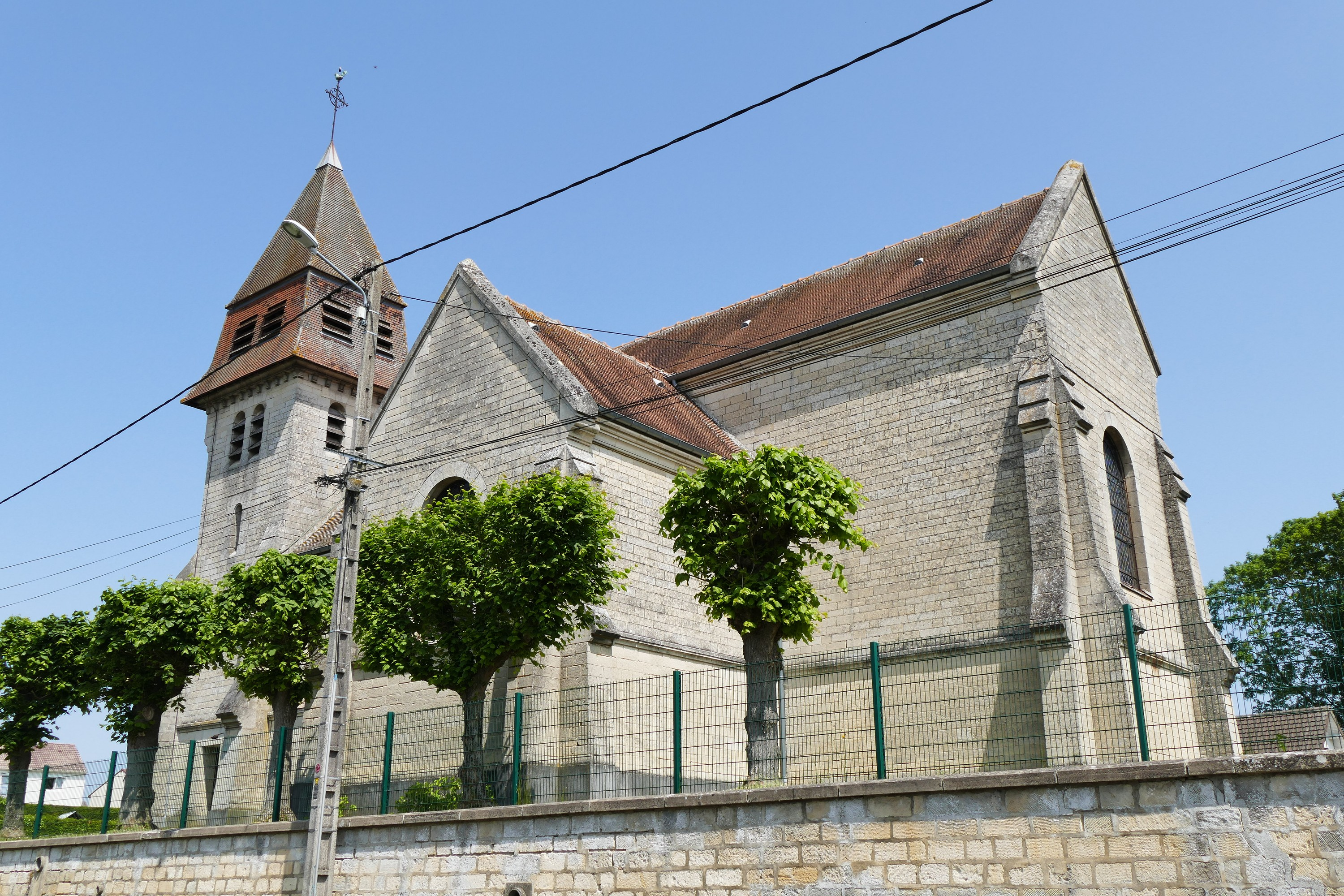
Kirche Saint-Éloi
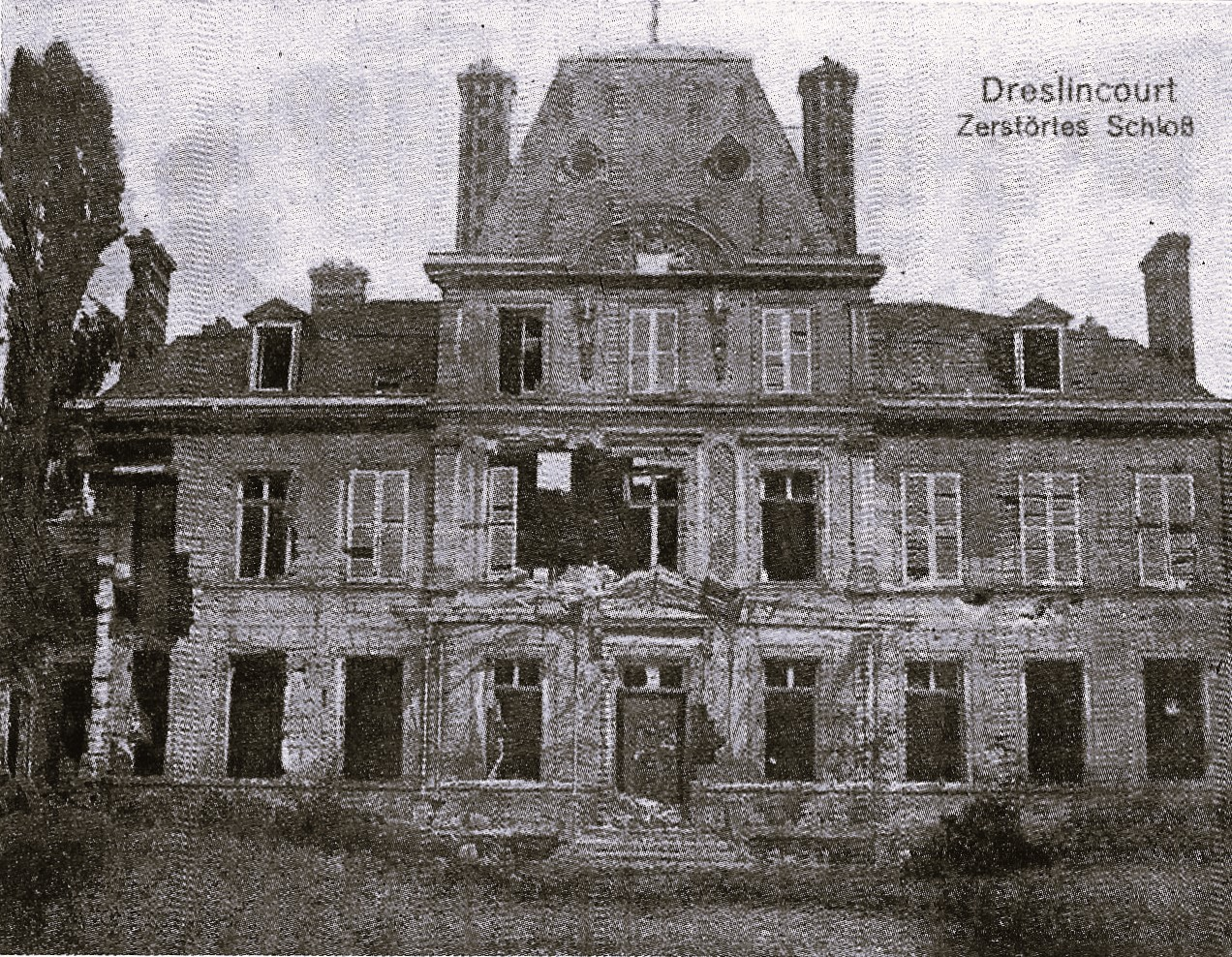
Zerstörtes Schloss von Dreslincourt (191471915)
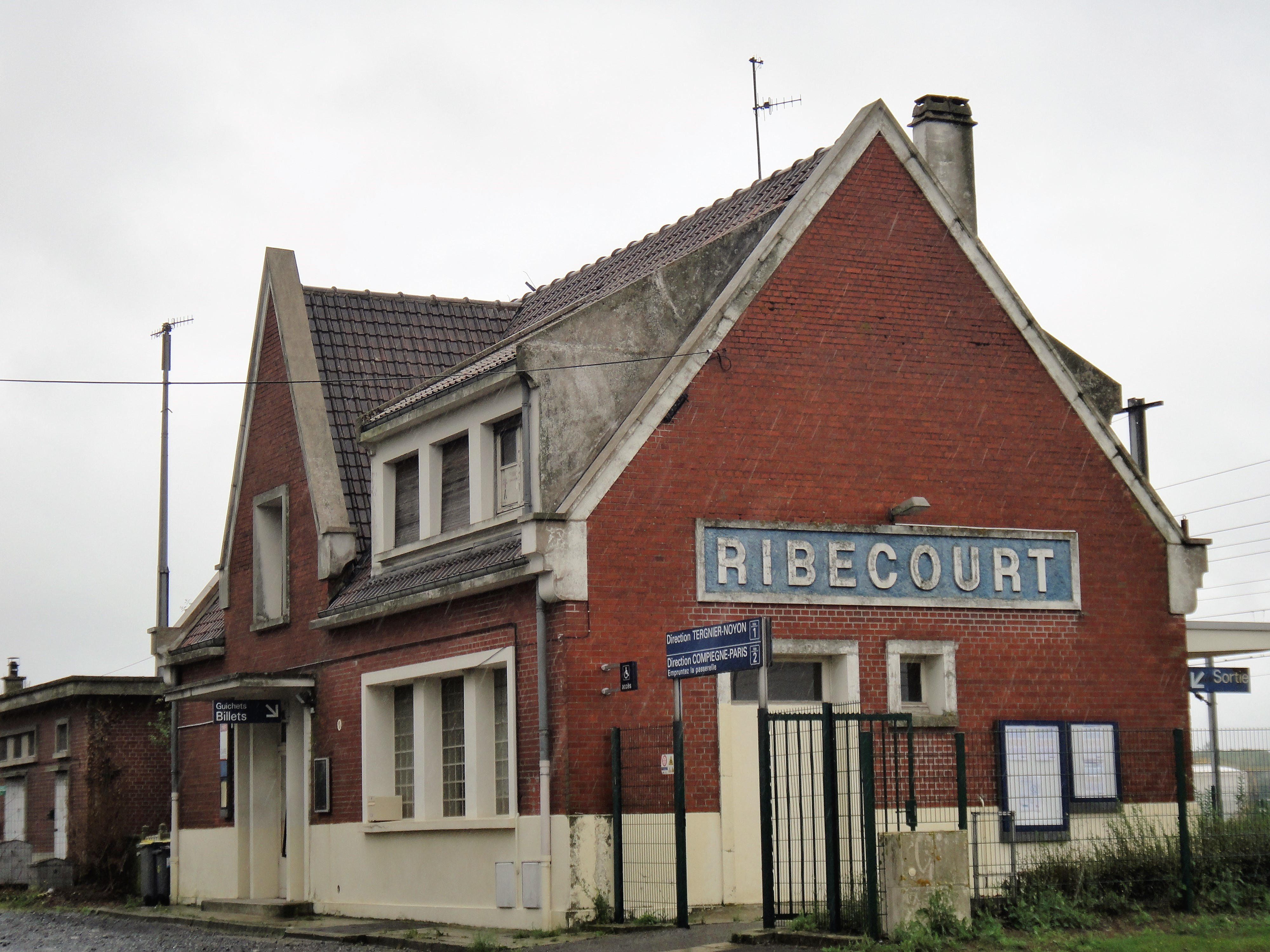
Bahnhof

## Gemeindepartnerschaft
Mit der belgischen Gemeinde Engis in der Provinz Liège (Wallonien) besteht eine Partnerschaft.